# Banca del Ghana
La Banca del Ghana (in inglese Bank of Ghana) è la banca centrale della Repubblica del Ghana. Oltre alla sede centrale di Accra, la banca ha sette uffici regionali. Questi uffici si trovano nelle seguenti città: Hohoe, Kumasi, Sunyani, Tamale, Takoradi, Bolgatanga e Wa. Sono responsabili dell'attuazione delle politiche e delle direttive della Banca del Ghana nelle rispettive regioni. Forniscono inoltre servizi bancari al governo, alle istituzioni finanziarie e al pubblico.
La banca partecipa attivamente allo sviluppo di politiche di inclusione finanziaria ed è membro dell'Alleanza per l'Inclusione Finanziaria.

## Storia
La Banca Centrale del Ghana trae le sue origini dalla Bank of the Gold Coast (BGC), dove fu fondata. Non appena, a metà degli anni '50, i politici e gli economisti locali percepirono l'indipendenza politica come un obiettivo a portata di mano, il movimento per una banca centrale riprese con rinnovato vigore. Si sosteneva che una banca centrale fosse l'istituzione che avrebbe dato il vero significato all'indipendenza politica. Vale la pena ricordare che nel 1947 alcuni leader politici chiesero l'istituzione di una banca nazionale, le cui funzioni sarebbero state quelle di fungere da banchiere del governo e di soddisfare le esigenze del settore economico locale.
Alla fine del 1956, tutto era pronto per l'istituzione della Banca del Ghana. Un nuovo e moderno edificio di cinque piani fu costruito in High Street, adiacente all'Assemblea Metropolitana di Accra (AMA), per ospitare la Banca del Ghana e la Ghana Commercial Bank (GCB).
Nel marzo 2012, la Banca del Ghana annunciò che avrebbe assunto impegni specifici per l'inclusione finanziaria nell'ambito della Dichiarazione Maya.